# 過海隧道巴士N171線
過海隧道巴士N171線是香港的一條通宵過海隧道巴士路線，由九巴及城巴聯合營運，來往鴨脷洲邨及荔枝角，途經利東邨、黃竹坑、銅鑼灣、佐敦、油麻地、旺角、深水埗及長沙灣，只於深宵時段提供服務。本線與日間的171不同的是港島區總站由海怡半島縮至鴨脷洲邨及往港島方向途經銅鑼灣。
本線是繼N170線後南區第二條通宵專營過海巴士路線。

## 歷史
- 1997年4月1日：本線投入服務，當年城巴計劃將旗下經營的部份過海隧道路線改為24小時服務，而171線為其中一條，後得運輸署批准而成功開辦N171線。路線與171線大致相同，惟往南區方向繞經告士打道近銅鑼灣一段，及不經海怡路。
- 2002年7月8日：本線因應海怡半島業主會要求，以減少噪音對居民之滋擾，加上鴨脷洲邨與海怡半島的距離不遠，總站遷往鴨脷洲邨巴士總站，不再繞經海怡半島。
- 2008年6月8日：本線全程車費從$15.8加至$16.5。
- 2011年8月21日：實施《2011-12年南區巴士路線發展計劃》中的建議，本線由長沙灣巴士總站延長至荔枝角巴士總站，與日間的171線看齊[1][2][3]。
- 2016年3月28日：九巴班次增設到站時間預報。
- 2018年5月28日：城巴班次增設實時抵站時間查詢服務。
- 2021年1月7日：延遲鴨脷洲邨開頭班車至00:25並削減城巴時段班次。[4]
- 2021年2月22日：延遲荔枝角開頭班車至00:23並削減九巴時段班次。[5]

## 服務時間（詳細班次）
| 每日鴨脷洲邨開 | 每日鴨脷洲邨開 | 每日鴨脷洲邨開 | 每日鴨脷洲邨開 | 每日鴨脷洲邨開 |
| -------------- | -------------- | -------------- | -------------- | -------------- |
| 00:25          | 00:55          | 01:25          | 01:55          |                |
| 02:25          | 02:55          | 03:25          | 03:55          |                |
| 04:25          | 04:55          | 05:25          | 05:55          |                |

| 每日荔枝角開 | 每日荔枝角開 | 每日荔枝角開 | 每日荔枝角開 | 每日荔枝角開 |
| ------------ | ------------ | ------------ | ------------ | ------------ |
| 00:23        | 00:53        | 01:23        | 01:53        |              |
| 02:23        | 02:53        | 03:23        | 03:53        |              |
| 04:23        | 04:53        | 05:23        | 05:53        |              |

- 註：有紅字班次為九巴派車，其餘班次為城巴派車。

## 收費
全程：$20.3
- 過香港仔隧道後往荔枝角：$16.7
- 過紅磡海底隧道後往荔枝角：$9.2
- 過紅磡海底隧道後往鴨脷洲邨：$11.4
- 過香港仔隧道後往鴨脷洲邨：$9.6

| - 本線設有12歲以下小童及65歲或以上長者半價優惠。 - 65歲或以上香港居民使用「樂悠咭」，以及12歲以下合資格殘疾兒童使用「殘疾人士身份」個人八達通繳付車資，均可享有每程$2.0或半價（以較低者為準）的票價優惠；12至64歲合資格殘疾人士使用「殘疾人士身份」個人八達通（包括「樂悠咭」），以及60至64歲香港居民使用「樂悠咭」繳付車資，均可享有每程$2.0或全費（以較低者為準）的票價優惠。 - 65歲或以上長者如使用長者或一般個人八達通繳付車資，則只可享有半價優惠；12至64歲合資格殘疾人士如不使用「殘疾人士身份」個人八達通，以及60至64歲人士如不使用「樂悠咭」繳付車資，必須繳付全費。 - 乘客可以現金或八達通於上車時付款，不設找續。 - 每位成人乘客可免費攜帶最多兩名4歲以下而不佔座位的兒童乘客乘車，超額之4歲以下小童必須繳付小童車費乘車。 - 持有「九巴月票」之乘客在車票有效期內，每日可享最多10程任何九龍巴士及龍運巴士路線（包括本路線，合資格車程只適用於九龍巴士／龍運巴士提供的班次；惟乘搭機場「A」及「NA」線則可享原價二七折優惠（不會計算每天10次合資格車程））；而B1線則可每日可享最多2程（不會計算每天10次合資格車程）。 - 九龍巴士、城巴、龍運巴士及陽光巴士全職員工及家屬（不包括外判職員）可免費乘搭本路線（陽光巴士員工及家屬只適用於九龍巴士提供的班次），惟必須拍職員或職員家屬八達通。 - 乘客亦可使用AlipayHK「易乘碼」、支付寶、WeChatHK／微信支付「搭車碼」、銀聯雲閃付「乘車碼」及BOC Pay「乘車碼」、具有感應式支付功能的JCB、卡美國運通、大來國際、Discover Card（只適用於九龍巴士／龍運巴士提供的班次）、VISA、Mastercard及銀聯卡，以及Apple Pay、Google Pay及Samsung Pay流動支付平台繳付車資。九巴班次的乘客使用上述付款方式，將只可享有與其他九巴路線／聯營路線九巴班次之轉乘優惠；城巴班次的乘客使用上述付款方式，將只可享有與其他城巴獨營路線或聯營線城巴班次之轉乘優惠。乘客亦不能享有「公共交通費用補貼計劃」及「長者及合資格殘疾人士公共交通票價優惠計劃」。 |

## 使用車輛
現時九巴和城巴各派出3輛巴士行走本線。

## 行車路線
鴨脷洲邨開經：鴨脷洲橋道、鴨脷洲徑、利東邨道、鴨脷洲徑、鴨脷洲橋道、鴨脷洲大橋、黃竹坑道、香港仔隧道、黃泥涌道、摩利臣山道、禮頓道、堅拿道西、堅拿道天橋、海底隧道、康莊道、漆咸道南、加士居道、彌敦道、長沙灣道、荔枝角道、美荔道及景荔徑。
荔枝角開經：景荔徑、美荔道、長沙灣道、彌敦道、加士居道、漆咸道南、康莊道、海底隧道、告士打道、維園道、銅鑼灣行車天橋、告士打道、堅拿道天橋、香港仔隧道、黃竹坑道、鴨脷洲大橋、鴨脷洲橋道、鴨脷洲徑、利東邨道、鴨脷洲徑及鴨脷洲橋道。

### 沿線車站

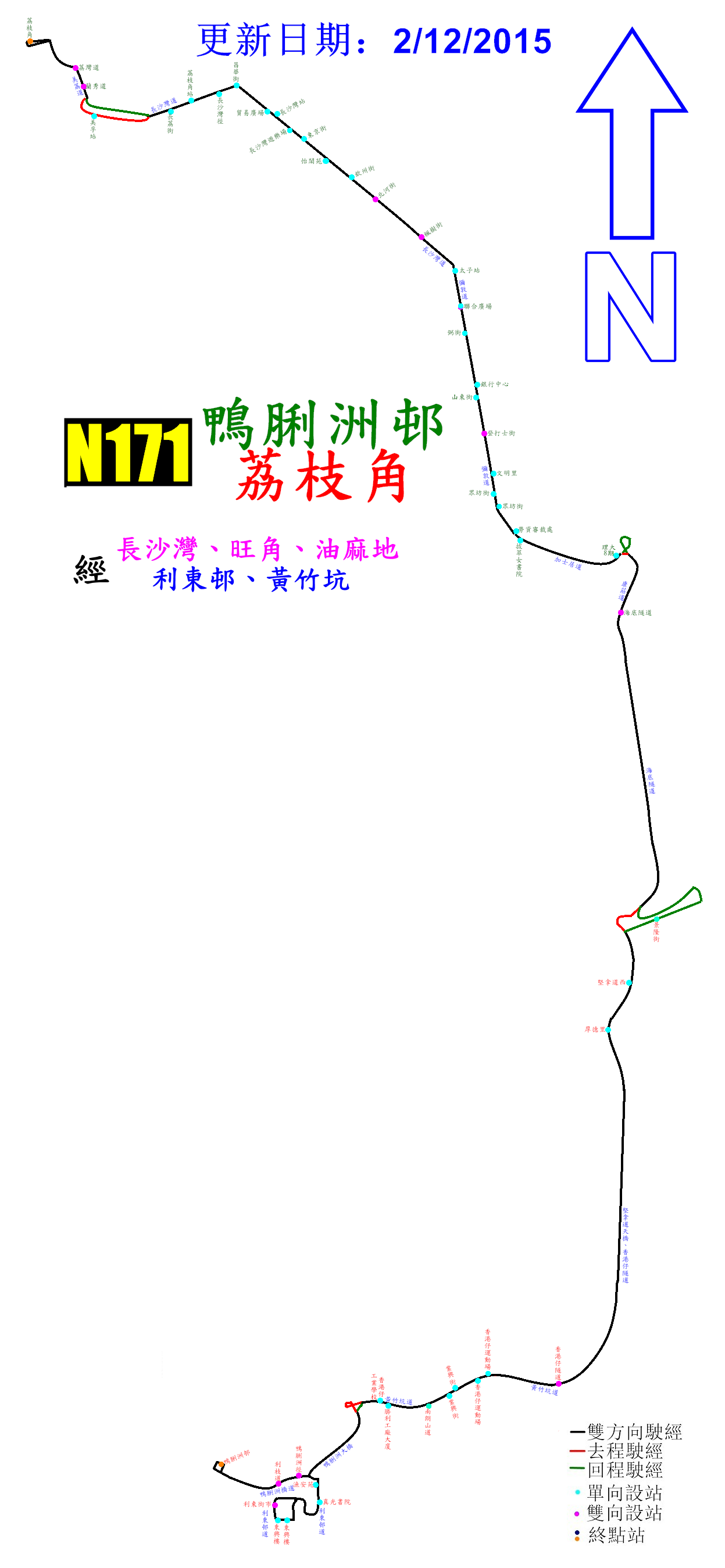
此線的走線圖

| 鴨脷洲邨開 | 鴨脷洲邨開               | 鴨脷洲邨開       | 荔枝角開 | 荔枝角開                     | 荔枝角開         |
| 序號       | 車站名稱                 | 位置             | 序號     | 車站名稱                     | 位置             |
| ---------- | ------------------------ | ---------------- | -------- | ---------------------------- | ---------------- |
| 1          | 鴨脷洲邨                 | 鴨脷洲邨巴士總站 | 1        | 荔枝角巴士總站               | 荔枝角巴士總站   |
| 2          | 利枝道                   | 鴨脷洲橋道       | 2        | 荔灣道                       | 美荔道           |
| 3          | 鴨脷洲徑                 | 鴨脷洲橋道       | 3        | 蘭秀道                       | 美荔道           |
| 4          | 利東邨東興樓             | 利東邨道         | 4        | 荔枝角站（Y2）               | 長沙灣道         |
| 5          | 利東街市                 | 利東邨道         | 5        | 昌華街（Y7）                 | 長沙灣道         |
| 6          | 漁安苑                   | 利東邨道         | 6        | 長沙灣站（Y12）              | 長沙灣道         |
| 7          | 香港仔工業學校           | 黃竹坑道         | 7        | 東京街（Y16）                | 長沙灣道         |
| 8          | 甄沾記大廈               | 黃竹坑道         | 8        | 欽州街（Y21）                | 長沙灣道         |
| 9          | 業興街                   | 黃竹坑道         | 9        | 北河街（Y24）                | 長沙灣道         |
| 10         | 黃竹坑遊樂場             | 黃竹坑道         | 10       | 楓樹街                       | 長沙灣道         |
| 11         | 香港仔隧道巴士轉乘站     | 黃竹坑道         | 11       | 太子站（S2）                 | 彌敦道           |
| 12         | 厚德里                   | 黃泥涌道         | 12       | 水渠道 （聯合廣場）（S7）    | 彌敦道           |
| 13         | 堅拿道西                 | 堅拿道西         | 13       | 奶路臣街 （銀行中心）（S17） | 彌敦道           |
| 14         | 紅磡海底隧道轉車站（C1） | 康莊道           | 14       | 登打士街（S25）              | 彌敦道           |
| 15         | 拔萃女書院               | 加士居道         | 15       | （S32）                      | 彌敦道           |
| 16         | 眾坊街（N39）            | 彌敦道           | 16       | 眾坊街（S36）                | 彌敦道           |
| 17         | 登打士街（N50）          | 彌敦道           | 17       | 勞資審裁處                   | 加士居道         |
| 18         | 山東街（N58）            | 彌敦道           | 18       | 香港理工大學第八期           | 漆咸道南         |
| 19         | 弼街（N73）              | 彌敦道           | 19       | 紅磡海底隧道轉車站（B1）     | 康莊道           |
| 20         | 太子站（N78）            | 彌敦道           | 20       | 景隆街                       | 告士打道         |
| 21         | 楓樹街                   | 長沙灣道         | 21       | 香港仔隧道巴士轉乘站         | 黃竹坑道         |
| 22         | 北河街（X8）             | 長沙灣道         | 22       | 黃竹坑遊樂場                 | 黃竹坑道         |
| 23         | 怡閣苑（X18）            | 長沙灣道         | 23       | 業興街                       | 黃竹坑道         |
| 24         | 長沙灣遊樂場（X26）      | 長沙灣道         | 24       | 南朗山道                     | 黃竹坑道         |
| 25         | 貿易廣場（X27）          | 長沙灣道         | 25       | 勝利工廠大廈                 | 黃竹坑道         |
| 26         | 長沙灣徑（X33）          | 長沙灣道         | 26       | 香港真光書院                 | 利東邨道         |
| 27         | 長荔街（X45）            | 長沙灣道         | 27       | 利東邨東興樓                 | 利東邨道         |
| 28         | 美孚站（B4）             | 荔枝角道         | 28       | 利東街市                     | 利東邨道         |
| 29         | 蘭秀道                   | 美荔道           | 29       | 鴨脷洲徑                     | 鴨脷洲橋道       |
| 30         | 荔灣道                   | 美荔道           | 30       | 利枝道                       | 鴨脷洲橋道       |
| 31         | 荔枝角巴士總站           | 荔枝角巴士總站   | 31       | 鴨脷洲邨                     | 鴨脷洲邨巴士總站 |

## 外部連結
九巴
- 過海隧道巴士N171線 （页面存档备份，存于）

城巴
- 過海隧道巴士N171線 （页面存档备份，存于）
- 過海隧道巴士N171線路線圖 （页面存档备份，存于）

其他
- 681巴士總站－過海隧道巴士N171線 （页面存档备份，存于）